# Eurotiomycetes
Eurotiomycetes é uma classe de fungos filamentosos. Inclui espécies saprófitas, parasitas (muitas vezes parasitas de líquenes) ou liquenizadas (Pyrenulales, Verrucariales).

## Referências taxonómicas

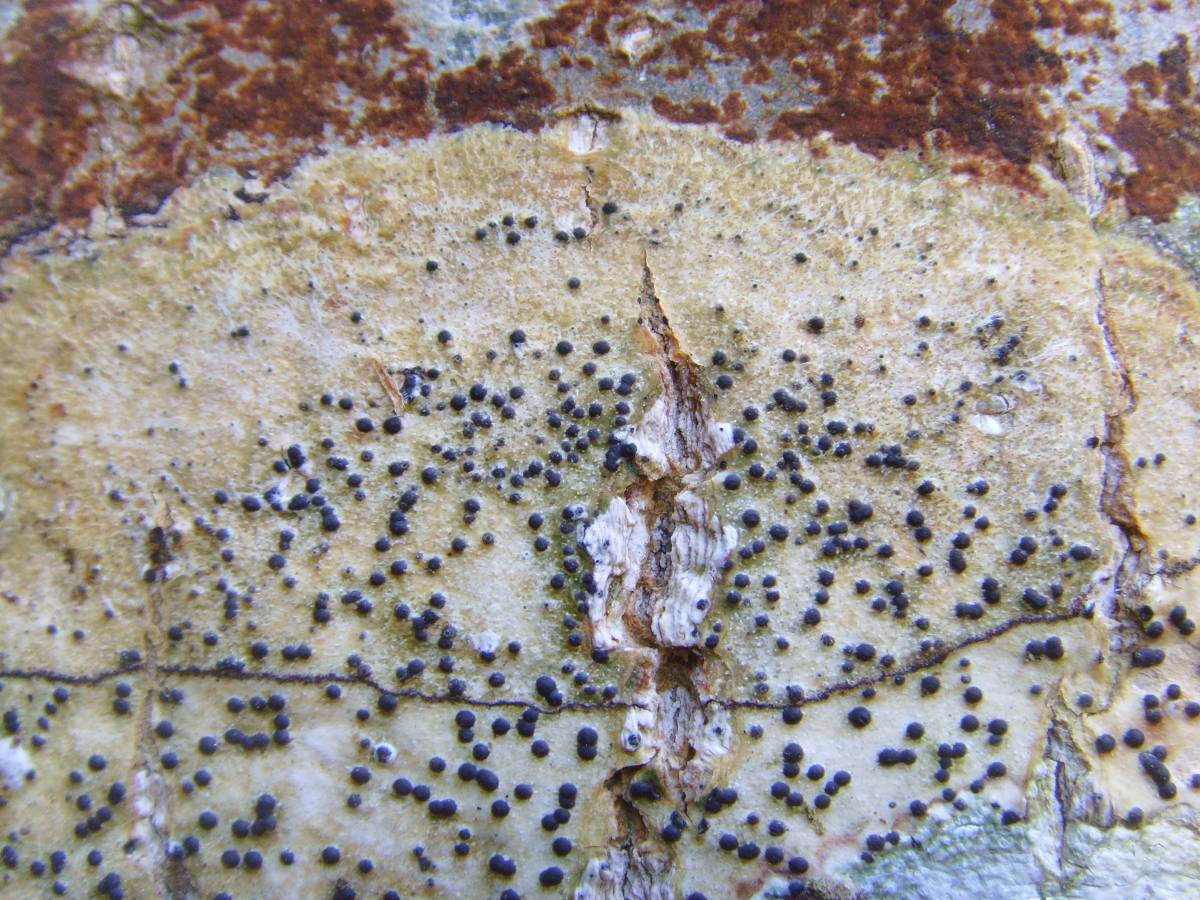
Pyrenula chlorospila, um líquen da ordem Pyrenulales